# Знамя кузнеца
«Знамя кузнеца» — советский художественный фильм, снятый в 1961 году режиссёром Борисом Кимягаровым по мотивам поэмы Фирдоуси «Шахнаме».

## Сюжет
Захок, правитель Царства Змей, с помощью коварства и обмана, захватывает соседнее Государство и устанавливает там культ богини Змеи. У него на плечах выросли две змеи, которые питаются человеческими мозгами. Каждый день танцовщица, служительница культа, исполняет на площади города танец змеи. Тот, кого она поцелует, обречён быть принесённым в жертву змеям...

## В ролях
- Мухамеджан Касымов — Кова
- Г. Ниязов — Бахром
- Махмуд Тахири — Кубод
- Бахтали Сабзалиев — Фаррух
- Ходжакули Рахматуллаев — Руххом
- Дильбар Касымова — Нушафарин
- Гурминч Завкибеков — юноша в шкуре барса
- Н. Рахматова — невеста юноши в шкуре барса
- Захир Дусматов — мастер
- Абдульхайр Касымов — Заххок
- Марат Арипов — фигляр

### Роли дублируют
- М. Погоржельский, Н. Никитин, К. Тыртов, Б. Кордунов, О. Голубицкий, А. Карапетян, Ю. Боголюбов, Н. Меньшиков, С. Курилов, Е. Весник
- Фильм дублирован Центральной студией киноактёра «Мосфильм»
- Режиссёр дубляжа: Б. Евгенев
- Звукооператор: В. Беляров

## Съёмочная группа
- Авторы сценария:
  - Евгений Помещиков
  - Николай Рожков
- Режиссёр-постановщик: Борис Кимягаров
- Оператор: Наум Ардашников
- Художники: 
  - декорации - Евгений Куманьков
  - костюмы - К. Савицкий
  - грим - А. Ахрименков
- Композитор: Сулейман Юдаков
- Балетмейстер: Г. Валамат-Заде
- Звукооператор: В. Попов
- Монтажёр: Е. Маханькова
- Режиссёр: С. Харламов
- Оператор комбинированных съёмок: Б. Серёдин
  - Второй оператор: В. Белокопыт
- Ассистенты:
  - Режиссёра - П. Ахмедов, С. Бакиева, Ш. Мулоджанов, Б. Саттаров
  - Оператора - К. Рабимов, В. Романов
  - Художника - А. Подкай, Н. Павлова
- Редактор-консультант: С. Улуг-Зода
- Директор картины: Б. Дусматов
- Оркестр Управления по производству фильмов
  - Дирижёр: А. Ройтман

## Технические данные
- Производство: Таджикфильм
- Художественный фильм, односерийный, широкоэкранный, цветной